# 포데 만사레
포데 만사레(프랑스어: Fodé Mansaré, 1981년 9월 3일 ~ )는 기니의 전 축구 선수로, 포지션은 윙어이다. 2001년부터 2011년까지 몽펠리에 HSC와 툴루즈 FC에서 각각 100경기 이상 출전하였다. 2013년, 2년간 클럽에서 활약하지 못하다가 스페인 3부 리그의 CP 카세레뇨에 입단하였으나, 방출되기 전까지 단 한 경기만 뛰었다. 2002년부터 2010년까지 기니 국가대표팀에서 활약하였다.

## 구단 경력
만사레는 기니의 코나크리에서 태어났다. 그는 2001년 몽펠리에 HSC로 이적하기 전까지 샹피오나 나시오날의 가젤레크 아작시오에서 선수 생활을 시작했다. 그는 2004-05 시즌이 끝날 때까지 리그 1에 머물렀고, 그의 팀은 리그 2로 강등되었다.

### 툴루즈
2005년 6월, 만사레는 900만 유로의 가격으로 프랑스의 명문 툴루즈 FC로 이적하여 각종 UEFA 챔피언스리그와 UEFA컵 경기에 출전하였다. 만사레는 AC 아작시오와의 경기에서 툴루즈 데뷔 전을 치렀고, 이 경기에서 툴루즈의 유일한 골을 도왔다. 만사레는 낭트와의 경기에서 첫 골을 넣었다.
2008년, 만사레의 인상적인 활약으로 인해, 리버풀, 발렌시아, 세비야, 베르더 브레멘, 함부르크 SV 등 많은 유럽 팀들이 만사레의 영입에 관심을 보였다는 소문이 돌았고, 세비야는 만사레에게 400만 유로를 제시했다. 툴루즈는 만사레가 라이트 윙어로 선발 출전하는데 핵심적인 역할을 했기 때문에, 이 제안을 거절했다.
만사레는 프랑스 클럽에서 6년을 보낸 후 2011년에 방출되었다.

### 카세레뇨
구단에서 2년을 보낸 후, 만사레는 2013년 8월, 스페인의 세군다 디비시온 B의 CP 카세레뇨와 계약했다. 그는 짧은 기간 동안 부상으로 허덕였고, 로르카와 헤레스와의 2경기에서 단 4분을 뛰다가 12월에 방출되었다.

## 국가대표팀 경력
만사레는 기니 국가대표팀의 단골이었다. 그는 말리에게 8강에서 패배하기 전까지, 첫 번째 라운드의 경쟁에서 조 2위를 차지했던 2004년 아프리카 네이션스컵에서 기니 국가대표팀의 일원이었다. 그는 기니를 위해 최소한 66경기 이상을 뛰었고 8골을 넣었다. 그는 또한 2006년 아프리카 네이션스컵의 최고의 미드필더로 지명되었다.
그는 2008년 아프리카 네이션스컵에 참가한 기니 국가대표팀의 일원이었지만 개최국 가나와의 1차전에 출전 정지 징계로 결장했다. 하지만 모로코 전에서 주전 11명으로 복귀한 그는 주장 파스칼 팽두노의 퇴장으로 후반 78분 젊은 수비형 미드필더 모하메드 사코와 교체됐다.